# Evelyn McHale
Evelyn McHale, född 20 september 1923 i Berkeley, Kalifornien, död 1 maj 1947 på Manhattan i New York, var en amerikansk kvinna som begick självmord genom att hoppa från åttiosjätte våningen på Empire State Building. Några minuter efter McHales död togs ett fotografi av hennes kropp, vilken hamnat ovanpå en parkerad bil. Detta fotografi, taget av Robert Wiles, har blivit berömt och kallas ”det vackraste självmordet”. I sitt självmordsbrev skrev hon bland annat att hennes fästman skulle klara sig mycket bättre utan henne och att hon önskade att bli kremerad.

## Biografi
Evelyn McHale föddes i Berkeley i Kalifornien. Hon var dotter till Helen och Vincent McHale. Familjen flyttade till Washington, D.C. 1930. Modern led av odiagnostiserad och obehandlad depression, vilket ledde till påfrestningar i äktenskapet. Så småningom skilde sig McHales föräldrar; fadern fick vårdnaden om barnen och de flyttade till Tuckahoe i Westchester County utanför New York. Efter high school anslöt sig Evelyn McHale till Women's Army Corps och blev stationerad i Jefferson City i Missouri. 
Senare flyttade McHale till Baldwin på Long Island och fick anställning som bokhållare vid Kitab Engraving Company. Hon träffade Barry Rhodes, som hade tjänstgjort vid United States Army Air Forces, och paret förlovade sig inom kort.
Den 30 april 1947 tog McHale tåget från New York till Easton i Pennsylvania för att besöka sin fästman. Nästa dag återvände hon till New York, gick till Empire State Building och tog sig till utsiktsplatsen på åttiosjätte våningen, på drygt 300 meters höjd. Omkring klockan 10.30 lokal tid hoppade McHale ut från skyskrapan och landade på en parkerad bil. Hennes självmordsbrev löd:
| ” | I don't want anyone in or out of my family to see any part of me. Could you destroy my body by cremation? I beg of you and my family – don't have any service for me or remembrance for me. My fiance asked me to marry him in June. I don't think I would make a good wife for anybody. He is much better off without me. Tell my father, I have too many of my mother's tendencies. | „ |

## Populärkultur
Andy Warhol använde Robert Wiles fotografi i sitt konstverk Suicide (Fallen Body) från 1962.
Det amerikanska punkrock-bandet Saccharine Trust har fotografiet på omslaget till albumet Surviving You, Always från 1984.
I Taylor Swifts musikvideo till låten "Bad Blood" från 2015 finns en referens till Wiles fotografi. Swifts rollfigur Catastrophe blir utkastad från ett höghus och faller flera våningar ner på en blå Jaguar XJ6. Liggande på den demolerade bilen sjunger hon låtens första verser.